# 2013
| 2013                                                                     |
| ------------------------------------------------------------------------ |
| Dødsfald - Fødsler                                                       |
| • Begivenheder • Film • Litteratur • Musik • Politik • Sport • Videnskab |

| Gregoriansk kalender | 2013 MMXIII             |
| Ab urbe condita      | 2766                    |
| Armensk kalender     | 1462 ԹՎ ՌՆԿԲ            |
| Kinesiske kalender   | 4709 – 4710 壬辰 – 癸巳 |
| Etiopisk kalender    | 2005 – 2006             |
| Jødisk kalender      | 5773 – 5774             |
| Hindukalendere       |                         |
| - Vikram Samvat      | 2068 – 2069             |
| - Shaka Samvat       | 1935 – 1936             |
| - Kali Yuga          | 5114 – 5115             |
| Iransk kalender      | 1391 – 1392             |
| Islamisk kalender    | 1434 – 1436             |

2013 (MMXIII) begyndte året på en tirsdag.
Regerende dronning i Danmark: Margrethe 2. 1972-2024
Se også 2013 (tal)

## Begivenheder

### Februar
- 11. februar - Pave Benedikt 16. meddeler, at han abdicerer den 28. februar.
- 12. februar - Nordkorea gennemfører sin tredje underjordiske atomprøvesprængning til udbredt fordømmelse og strammede økonomiske sanktioner fra det internationale samfund.

### Marts
- 13. marts - Pave Frans vælges som ny pave
- 21. marts - Dronning Margrethe og Prins Henrik indvier udstillingsakvariet Den Blå Planet

### April
- 2. april - Lærere fra Danmarks Lærerforening, Uddannelsesforbundet og Frie Skolers Lærerforening bliver lockoutet af Kommunernes Landsforening og staten.
- 4. april - Finlands præsident Sauli Niinistö besøger Danmark.
- 15. april - To bomber sprænger ved Boston Maraton i USA.
- 24. april - Et bygningskollaps i Bangladesh rammer Sava, en forstad cirka 25 kilometer nordvest for centrum af landets hovedstad Dhaka.

### Maj
- 10. maj – Ringformet solformørkelse i den sydlige del af Stillehavet, synlig i Australien, og New Zealand.
- 17. maj – Dom i sagen om stjålne Nazi-arkivalier
- 28. maj – Uroligheder bryder ud i Taksim Gezi Park, Istanbul, Tyrkiet.

### Juni
- 24. juni - Tidligere premierminister i Italien Silvio Berlusconi idømmes syv års fængsel for magtmisbrug og for at have haft seksuelle relationer med en mindreårig prostitueret.

### Juli
- 3. juli - Den egyptiske præsident Mohamed Mursi afsættes ved et militærkup efter flere dages uro i landet. Præsidentposten overtages af højesteretspræsident Adly Mansour
- 21. juli - Belgiens konge, Albert 2., abdicerer og overlader tronen til sin ældste søn, Philippe.

### August
- 9. august — Statsminister Helle Thorning-Schmidt foretager en omfattende ministerrokade, som blandt andet indebærer at Mette Gjerskov og Henrik Dam Kristensen træder ud af regeringen.
- 13. august – Hardangerbroen indvies
- 27. august — Første etape af Kalundborgmotorvejen (primærrute 23) mellem Elverdam og Kvanløse indvies, trafikken har siden den 20. august kunne køre på motorvejen.

### September
- 28. september — Slagelse Omfartsvej (primærrute 22) åbner for trafik.
- 30. september — Midtjyske Motorvej mellem Ølholm og Vejle N (primærrute 18), samt udvidelsen af Østjyske Motorvej (E45) fra 4 til 6 spor imellem Vejle N og Vejle S åbner for trafik, nu er der højklassevej hele vejen fra Herning til Vejle.

### Oktober
- 2. oktober - Hjemmesiden Silk Road lukkes af FBI
- 28. oktober - En kraftig storm med vindstød af orkanstyrke rammer Danmark og England.
- 31. oktober — Udvidelsen af Motorring 4 (O4) fra 4 til 6 spor imellem Taastrup og Frederikssundmotorvejen åbner for trafik.

### November
- 3. november - Hybrid solformørkelse er synlig i det østlige Amerika, Sydeuropa og Afrika.
- 18. november - Udvidelsen af Østjyske Motorvej (E45) fra 4 til 6 spor imellem Vejle S og Skærup åbner for trafik.
- 19. november - Kommunal- og regionsvalg.
- 29. november - Holbækmotorvejens forlængelse (primærrute 21), motortrafikvejen mellem Holbæk og Vig åbner for trafik.

### December
- 5. december - Stormen Bodil hærger Danmark og koster en 72-årig kvinde livet samt lukker for al togtrafik.
- 31. december - Den danske hjemmeside Yahoo! lukkes grundet dårligt annoncesalg.

## Født
- 22. juli - Prins George af Cambridge, prins af Storbritannien.

## Dødsfald

### Januar
- 1. januar - Adrian Bentzon, dansk jazzpianist (født 1929).
- 1. januar - Patti Page, amerikansk sangerinde (født 1927).
- 2. januar - Teresa Torańska, polsk jurist (født 1946).
- 2. januar - Gerda Lerner, amerikansk historiker, forfatter og lærer (født 1920).
- 3. januar - Preben Munthe, norsk økonom (født 1922).
- 3. januar - Sergiu Nicolaescu, rumænsk filminstruktør (født 1930).
- 4. januar - Tony Lip, amerikansk skuespiller (født 1930).
- 5. januar - Trygve Goa, norsk kunstner (født 1925).
- 5. januar - Pierre Cogan, fransk cykelrytter (født 1921).
- 6. januar - Gerard Helders, hollandsk politiker (født 1905).
- 9. januar - James M. Buchanan, amerikansk økonom (født 1919).
- 11. januar - Aaron Swartz, amerikansk internetaktivist (født 1986).
- 13. januar - Bille Brown, australsk skuespiller (født 1952).
- 14. januar - Conrad Bain, canadisk-amerikansk skuespiller (født 1923).
- 15. januar - Nagisa Oshima, japansk filminstruktør (født 1932).
- 17. januar - Sophiya Haque, engelsk skuespillerinde (født 1971).
- 20. januar - Georg Ursin, dansk jurist og forfatter (født 1934).
- 21. januar - Michael Winner, engelsk filminstruktør (født 1935).
- 23. januar - Józef Glemp, polsk ærkebiskop og kardinal (født 1929).

### Februar
- 1. februar - Edward Koch, tidligere New York-borgmester (født 1924).
- 1. februar - Aase Olesen, dansk politiker og minister (født 1934).
- 1. februar - Robin Sachs, engelsk skuespiller (født 1951).
- 2. februar - Chris Kyle, amerikansk morderisk finskytte og snigskytte (født 1974).
- 7. februar - Peter Steen, dansk skuespiller (født 1936).
- 9. februar - Keiko Fukuda, japansk-amerikansk martial kunstner (født 1913).
- 10. februar - Petro Vlahos, amerikansk opfinder og designer (født 1916).
- 11. februar - Erik Quistgaard, tidligere dansk generaldirektør for Den Europæiske Rumorganisation (født 1921).
- 12. februar - Hennadiy Udovenko, ukrainsk politiker og diplomat (født 1931).
- 13. februar - Gerry Day, amerikansk film forfatter (født 1922).
- 14. februar - Ronald Dworkin, amerikansk filosof og juridisk forsker (født 1931).
- 16. februar - Eric Ericson, svensk korleder og dirigent (født 1918).
- 17. februar - Mindy McCready, amerikansk popsangerinde (født 1975).
- 18. februar - Kevin Ayers, engelsk sanger (født 1944).
- 18. februar - Otfried Preußler, tysk forfatter (født 1923).
- 19. februar - Robert C. Richardson, amerikansk fysiker og nobelprismodtager (født 1937).
- 21. februar - Hasse Jeppson, svensk fodboldspiller (født 1925).
- 24. februar - Ib Hansen, dansk operasanger (født 1928).
- 24. februar - Dave Charlton, sydafrikansk racerkører (født 1936).
- 26. februar - Leif Blædel, dansk journalist og gastronom (født 1923).
- 26. februar - Marie-Claire Alain, fransk organist og musikpædagog (født 1926).
- 27. februar - Dale Robertson, amerikansk skuespiller (født 1923).
- 28. februar - Donald Arthur Glaser, amerikansk fysiker og nobelprismodtager (født 1926).
- 28. februar - Jean Van Steen, belgisk fodboldspiller (født 1929).

### Marts
- 5. marts - Hugo Chavez, venezuelansk præsident (født 1954).
- 5. marts - Tove Wallenstrøm, dansk skuespillerinde (født 1915).
- 6. marts - Alvin Lee, engelsk guitarist (født 1944).
- 9. marts - Max Jakobson, finsk diplomat (født 1923).
- 10. marts - Lilian, prinsesse af Sverige (født 1915).
- 14. marts - Mirja Hietamies, finsk skiløber (født 1931).
- 16. marts - Frank Thornton, engelsk skuespiller (født 1921).
- 19. marts - Holger Juul Hansen, dansk skuespiller (født 1924).
- 20. marts - Risë Stevens, amerikansk mezzosopran (født 1913).
- 20. marts - Zillur Rahman, bangladeshisk præsident (født 1929).
- 22. marts - Chinua Achebe, nigeriansk forfatter (født 1930).
- 23. marts - John Hatting (musiker), dansk sanger og musiker (født 1948).
- 24. marts - Peter Duryea, amerikansk skuespiller (født 1939).
- 25. marts - Jean Pickering, engelsk olympisk sportsmand (født 1929).
- 26. marts - Jerzy Nowak, polsk skuespiller (født 1923).
- 27. marts - Yvonne Brill, canadisk-amerikansk fremdrift ingeniør (født 1924).
- 28. marts - Anne Vig Skoven, dansk musiker og præst (født 1960).
- 28. marts - Richard Griffiths, engelsk skuespiller (født 1947).

### April
- 2. april - Jesús Franco, spansk filminstruktør (født 1930).
- 3. april - Ruth Prawer Jhabvala, britisk forfatter (født 1927).
- 4. april - Beatrice Palner, dansk skuespillerinde (født 1938).
- 4. april - Ole Ousen, dansk guitarist (født 1942).
- 4. april - Roger Ebert, amerikansk filmanmelder (født 1942).
- 8. april - Margaret Thatcher, tidligere britisk premierminister (født 1925).
- 10. april - Robert G. Edwards, britisk fysiolog og nobelprismodtager (født 1925).
- 11. april - Hilary Koprowski, amerikansk immunolog (født 1916).
- 12. april - Torben Bille, dansk musikanmelder (født 1949).
- 18. april - Storm Thorgerson, engelsk grafisk designer (født 1944).
- 19. april - Palle Lykke, dansk cykelrytter og 6-dageskonge (født 1936).
- 19. april - François Jacob, fransk biolog og nobelprismodtager (født 1920).
- 20. april - Quinton Hoover, amerikansk illustrator (født 1964)
- 22. april - Vivi Bak, dansk sangerinde og skuespillerinde (født 1939).
- 22. april - Richie Havens, amerikansk folkemusiker (født 1941).
- 26. april - George Jones, amerikansk countrysanger (født 1931).

### Maj
- 2. maj - Jeff Hanneman, amerikansk guitarist (født 1964).
- 4. maj - Otis R. Bowen, amerikansk guvernør i Indiana samt sundhedsminister under Reagan (født 1918).
- 4. maj - Christian de Duve, belgisk biokemiker og nobelprismodtager (født 1917).
- 6. maj - Giulio Andreotti, italiensk politiker og premierminister (født 1919).
- 7. maj - Ray Harryhausen, amerikansk animator (født 1920).
- 9. maj - George M. Leader, amerikansk guvernør (født 1918).
- 15. maj – Jens Elmegård Rasmussen, dansk sprogforsker (født 1944).
- 17. maj – Harold Shapero, amerikansk komponist (født 1920).
- 18. maj – Steve Forrest, amerikansk skuespiller (født 1925).
- 20. maj – Haldor Topsøe, dansk civilingeniør (født 1913).
- 20. maj - Ray Manzarek, amerikansk musiker (født 1939).
- 21. maj – Christian af Rosenborg, dansk greve (født 1942).
- 22. maj – Henri Dutilleux, fransk komponist (født 1916).
- 24. maj – Pyotr Todorovsky, russisk filminstruktør (født 1925).
- 26. maj – Jack Vance, amerikansk science fiction-forfatter (født 1916).
- 27. maj – György Bárdy, ungarsk skuespiller (født 1921).
- 28. maj – Viktor Kulikov, russisk militær officer (født 1921).
- 29. maj - Franca Rame, italiensk skuespiller, forfatter og politisk aktivist (født 1928).

### Juni
- 6. juni - Erling Bløndal Bengtsson, dansk cellist og musikpædagog (født 1932).
- 6. juni - Jerome Karle, amerikansk kemiker (født 1918).
- 7. juni - Pierre Mauroy, fransk socialistisk politiker (født 1928).
- 9. juni - Iain Banks, skotsk forfatter (født 1954).
- 12. juni - Jiroemon Kimura, japaner, verdens hidtil ældste mand (født 1897).
- 15. juni - Heinz Flohe, tysk fodboldspiller (født 1948).
- 15. juni - Kenneth G. Wilson, amerikansk fysiker og nobelprismodtager (født 1936).
- 16. juni - Ottmar Walter, tysk fodboldspiller (født 1924).
- 19. juni - James Gandolfini, amerikansk skuespiller (født 1961).
- 22. juni - Jens Jørgen Brinch, dansk fodboldkommentator (født 1956).
- 22. juni - Allan Simonsen - dansk racerkører (født 1978).
- 22. juni - Henning Larsen, dansk arkitekt (født 1925).
- 23. juni - Richard Matheson, amerikansk forfatter (født 1926).
- 24. juni - Emilio Colombo, italiensk politiker (født 1920).
- 27. juni - Alain Mimoun, fransk olympisk løber (født 1921).
- 29. juni - Jim Kelly, amerikansk kampsportsstjerne og skuespiller (født 1946).

### Juli
- 2. juli - Douglas Engelbart, amerikansk forsker og IT-udvikler (født 1925).
- 6. juli - Robert Linderholm, amerikansk amatørastronom (født 1933).
- 7. juli - Anna Wing, engelsk skuespillerinde (født 1914).
- 8. juli - Sabawi Ibrahim al-Tikriti, Irakisk embedsmand og halvbror til Saddam Hussein (født 1947).
- 13. juli - Cory Monteith, canadisk skuespiller og musiker (født 1982).
- 17. juli - Povl Hjelt, dansk generaldirektør for DSB (født 1921).
- 19. juli - Mel Smith, engelsk komiker, skuespiller, manuskriptforfatter og instruktør.(født 1952).
- 22. juli - Dennis Farina, amerikansk skuespiller (født 1944).
- 23. juli - Emile Griffith, amerikansk bokser og ex-verdensmester (født 1938).
- 23. juli - Djalma Santos, brasiliansk fodboldspiller (født 1929).
- 25. juli - Viggo Kjær, dansk civilingeniør (født 1914).
- 26. juli - J.J. Cale, amerikansk musiker og komponist (født 1938).

### August
- 5. august - George Duke, amerikansk pianist og komponist (født 1946).
- 12. august - Friso af Oranien-Nassau, hollandsk greve (født 1968).
- 18. august - Rolv Wesenlund, norsk skuespiller og sanger (født 1936).
- 19. august - Cedar Walton, amerikansk pianist (født 1934).
- 19. august - Ulla Rubinstein, dansk landsdommer (født 1939).
- 20. august - Elmore Leonard, amerikansk forfatter (født 1925).
- 20. august - Marian McPartland, engelsk jazzpianist (født 1918).
- 24. august - Nílton de Sordi, brasiliansk fodboldspiller (født 1931).
- 25. august - Gilmar, brasiliansk fodboldspiller (født 1930).
- 26. august - Kauko Hänninen, finsk olympisk roer (født 1930).
- 29. august - Bruce Churchill Murray, amerikansk planetforsker (født 1931).
- 30. august - Seamus Heaney, irsk forfatter, nobelprismodtager og professor (født 1939).
- 31. august - David Frost, engelsk journalist og tv-vært (født 1939).

### September
- 1. september - Ole Ernst, dansk skuespiller (født 1940).
- 2. september - Ronald Coase, britisk økonom (født 1910).
- 6. september - Barbara Hicks, engelsk skuespillerinde (født 1924).
- 7. september - Wolfgang Frank, tysk fodboldspiller (født 1951).
- 8. september - Erik Nørgaard, dansk journalist og forfatter (født 1929).
- 11. september - Edith Guillaume, dansk operasanger og skuespillerinde (født 1943).
- 12. september - Ole Sippel, dansk journalist (født 1941).
- 12. september - Ray Dolby, amerikansk ingeniør (født 1933).
- 14. september - Faith Leech, australsk svømmer (født 1941).
- 15. september – Jackie Lomax, britisk musiker (født 1944).
- 16. september - Mac Curtis, amerikansk rockabilly musiker (født 1939).
- 18. september - Ken Norton, amerikansk bokser (født 1943).
- 21. september - Michel Brault, canadisk filminstruktør (født 1928).
- 22. september - David H. Hubel, canadisk neurofysiolog og nobelprismodtager (født 1926).
- 22. september - Jane Connell, amerikansk skuespillerinde (født 1925).
- 24. september - Poul Nødgaard, dansk politiker (født 1936).
- 29. september - Harold Agnew, amerikansk fysiker (født 1921).
- 30. september - Rangel Valchanov, bulgarsk filminstruktør (født 1928).

### Oktober
- 4. Oktober - Vo Nguyen Giap, vietnamesisk general og statsmand (født 1911).
- 7. oktober - Joanna Chmielewska, polsk satirisk forfatter (født 1932).
- 7. oktober - Patrice Chéreau, fransk instruktør og skuespiller (født 1944).
- 8. oktober - Kristof Glamann, dansk historiker (født 1923).
- 8. oktober - Ingrid Skovgaard, tv-vært fra 'Ingrid og Lillebror' (født 1938).
- 9. oktober - Wilfried Martens, belgisk politiker og tidligere statsminister (født 1936).
- 9. oktober - Stanley Kauffmann, amerikansk forfatter (født 1916).
- 10. oktober - Scott Carpenter, amerikansk astronaut (født 1925).
- 11. oktober - Erich Priebke, tysk SS-Hauptsturmführer og krigsforbryder (født 1913).
- 16. oktober - Ed Lauter, amerikansk skuespiller (født 1938).
- 21. oktober - Rune T. Kidde, dansk multikunstner (født 1957).
- 24. oktober - Ebbe Parsner, dansk eliteroer (født 1922).
- 26. oktober - Ritva Arvelo, finsk skuespillerinde (født 1921).
- 27. oktober - Lou Reed, amerikansk rockmusiker (født 1942).
- 28. oktober - Tadeusz Mazowiecki, polsk journalist, forfatter, samfundsaktivist og politiker (født 1927).

### November
- 4. november - Hakon Barfod, norsk olympisk sejler (født 1926).
- 6. november - Ace Parker, amerikansk baseballspiller (født 1912).
- 8. november - Chiyoko Shimakura, japansk sangerinde og skuespillerinde (født 1938).
- 12. november - John Tavener, engelsk komponist (født 1944).
- 12. november - Erik Dyreborg, dansk fodboldspiller (født 1940).
- 12. november - Kurt Trampedach, dansk kunstmaler (født 1943).
- 14. november - Hans Skov Christensen, dansk økonom (født 1945).
- 17. november - Doris Lessing, engelsk forfatter (født 1919).
- 19. november - Frederick Sanger, britisk dobbelt nobelpristager (født 1918).
- 24. november - Arnaud Coyot, fransk professionel landevejsrytter (født 1980).
- 25. november - Bill Foulkes, engelsk fodboldspiller og træner (født 1932).
- 26. november - Arik Einstein, israelsk sanger, skuespiller og manuskriptforfatter (født 1939).
- 27. november - Nílton Santos, brasiliansk fodboldspiller (født 1925).
- 30. november - Paul Walker, amerikansk skuespiller (født 1973).
- 30. november - Yury Yakovlev, russisk skuespiller (født 1928).

### December
- 1. december - Bror Bernild, dansk fotograf (født 1921).
- 5. december - Nelson Mandela, sydafrikansk præsident (født 1918).
- 7. december - Édouard Molinaro, fransk filminstruktør (født 1928).
- 7. december - Eero Kolehmainen, finsk langrend skiløber (født 1918).
- 8. december - John Warcup Cornforth, australsk kemiker og nobelprismodtager (født 1917).
- 9. december - Eleanor Parker, amerikansk skuespiller (født 1922).
- 10. december - Jim Hall, amerikansk jazzguitarist (født 1930).
- 11. december - Nadir Afonso, portugisisk kunster (født 1920).
- 12. december - Audrey Totter, amerikansk skuespillerinde (født 1918).
- 14. december - Peter O'Toole, irsk skuespiller (født 1932).
- 15. december - Joan Fontaine, amerikansk skuespillerinde (født 1917).
- 18. december - Ronnie Biggs, engelsk togrøver (født 1929).
- 21. december - Björn J:son Lindh, svensk komponist (født 1944).
- 21. december – Peter Geach, britisk filosof (født 1916).
- 22. december – Hans Hækkerup, dansk politiker (født 1945).
- 23. december – Mikhail Kalasjnikov, russisk våbendesigner (født 1919).
- 23. december - Yusef Lateef, amerikansk jazzmusiker (født 1920).
- 26. december - Marta Eggerth, ungarsk/amerikansk skuespillerinde (født 1912).
- 26. december - Annemette Svendsen, dansk skuespillerinde (født 1928).
- 27. december - Elvira Quintillá, spansk skuespillerinde (født 1928).
- 28. december - Ilya Tsymbalar, ukrainsk-russisk fodboldspiller (født 1969).

## Religiøse helligdage
- 6. januar – Jul – (den armenske kirke)
- 7. januar – Jul – (Den ortodokse kirke)
- 1. februar – Imbolc, en keltisk højtid (fejret 2. februar nogle steder)
- 10. februar – Kinesisk nytår
- 13. februar – Askeonsdag
- 20. marts – Forårsjævndøgn
- 24. marts – Palmesøndag
- 25. marts – Pesach
- 29. marts – Langfredag
- 31. marts – Påske (vestlig kristendom)
- 1. maj – Beltane
- 5. maj – Påske (østlig kristendom)
- 9. maj – Kristi himmelfartsdag (vestlig kristendom)
- 19. maj – Pinse (vestlig kristendom)
- 21. juni – Sankthans
- 9. juli – Ramadanen, muslimernes hellige fastemåned begynder
- 1. august – Lammas
- 7. august – Eid al-Fitr, Fejring af slutningen på Ramadanen
- 4. september – Rosh Hashanah
- 14. september – Yom Kippur
- 16. september – Onam
- 22. september – Efterårsjævndøgn
- 15. oktober – Eid al-Adha
- 1. november – Samhain
- 1. og 2. november – Allehelgensdag/Alle Sjæles Dag/De Dødes Dag – Mexico, dele af latinamerika, filippinerne, og i andre katolske lande
- 3. november – Diwali
- 27. november – Hanukkah
- 1. december – Første søndag i advent
- 8. december – Festen for den ubesmittede undfangelse (katolicisme)[1]
- 21. december – Solhverv
- 24. og 25. december – Jul (vestlig kristendom)
- 26. december – Kwanzaa

## Sport
- 11. – 27. januar: VM i håndbold for mænd i Spanien.
- 1. marts: EM indendørs i atletik i Göteborg, Sverige.
- 29. juni: Tour de France 2013 starter på Korsika.
- 20. september: EM i volleyball 2013 i Danmark og Polen.
- 6. – 22. december: VM i håndbold for kvinder i Serbien.
- 29. december - Den syvdobbelte tyske formel 1-verdensmester Michael Schumacher kommer alvorligt til skade ved en skiulykke i Frankrig

### Fodbold
- 19. januar-10 februar: African Nations Cup afholdes i Sydafrika.
- 15.-30. juni: FIFA Confederations Cup 2013 i Brasilien
- 19. maj — Manchester United vinder Premier League
- 25. maj — Med sejr i Champions League kroner tyske Bayern München en sæson, der sikrer dem The Treble

## Musik

### Koncerter og arrangementer
- 20. april - Justin Bieber giver koncert i Parken i København foran et publikum på flere end 14.000 personer.
- 18. maj – Danmark vinder sin tredje sejr ved årets udgave af Eurovision Song Contest, afholdt i Malmø, da Emmelie de Forest vinder med "Only Teardrops"

## Bøger

### Priser
- 30. oktober - Kim Leine modtager Nordisk Råds litteraturpris for sin roman Profeterne i Evighedsfjorden.

## Film
- Film der foregår i 2013
  - Flugten fra LA (1996)
  - The Postman (1997)

## Nobelprisen
- Fysik: François Englert og Peter Higgs
- Kemi: Martin Karplus, Michael Levitt og Arieh Warshel
- Fysiologi eller medicin: James E. Rothman, Randy W. Schekman og Thomas C. Südhof
- Litteratur: Alice Munro
- Fred: Organisationen for forbud mod kemiske våben
- Økonomi: Eugene Fama, Lars Peter Hansen og Robert J. Shiller

## Årsdage
- Holland fejrer 200 års jubilæum siden dets uafhængighed fra Frankrig.

## Politik
- 1. januar – Cooperation Council for the Arab States of the Gulf (CCASG) (Golfrådet) etablerer og indfører en monetær union.
- 1. januar – Irland overtager formandskabet i Den europæiske union (EU).
- 1. januar – Marseille, Frankrig og Košice, Slovakiet bliver valgt til Europæiske kulturhovedstæder.
- 1. januar – Stuepiger i Singapore får nu ret til en fridag om ugen
- 1. januar – Adskillige kommunesammenlægninger finder sted i Finland
- Islands befolkning skal tage stilling til EU-medlemskab ved en planlagt folkeafstemning til april.
- 1. juli – Kroatien bliver medlem af EU som det 28. medlem. Kroatien vil blive det første land der indtræder i EU alene (det andre lande tiltrådte sammen i 2003 og 2007), selvom Grækenland tiltrådte EØF alene i 1981.[kilde mangler]
- 19. november Kommunal- og regionsrådsvalg i Danmark

## Økonomi
- G8-topmøde i Storbritannien.

## Rummet
- Opsendelse af ESA's og JAXA's BepiColombo rumsonde til Merkur.
- ESA opsender deres ExoMars mission til Mars.
- NASAs James Webb Space Telescope opsendes, til erstatning af Hubble-rumteleskopet.
- Føderale russiske rumfartsorganisation opsender deres rumsonde Venera-D til Venus
- Det kinesiske rumprogram vil forsøge at foretage sin første ubemandede Månelanding med missionen Chang'e 3.[2]
- NASA's Venus In-Situ Explorer-mission til Venus (som en del af New Frontiers program)[kilde mangler]
- MAVEN-rumfartøjerne, bliver lanceret som en del af NASA's Mars Scout Program.[3]
- Kinas Tiangong 2 bliver opsendt.[4]
- Megatons to Megawatts Program mellem Rusland og USA udløber.[5]
- Planlagt opsendelse af den indiske Mars-sonde Mangalyaan.[6][7]

## Billeder
- James Webb Space Telescope
- Hubble teleskopet
- Merkur
- ExoMars
- Venus In-Situ Explorer
- Solenergi